# Julie Anne Haddock
Julie Anne Haddock (* 3. April 1965 in Los Angeles, Kalifornien, Vereinigte Staaten) ist eine US-amerikanische Schauspielerin, Musikmanagerin und Produzentin, die besonders durch ihre Rolle der Amelia Bevins in der Fernsehserie Unsere kleine Farm bekannt wurde.

## Leben und Karriere
Julie Anne Haddock begann im Alter von zehn Jahren mit der Schauspielerei, als sie in der Fernsehserie Dirty Sally auftrat. Sie verkörperte bald darauf die Rolle der Cindy Webster in der Fernsehserie The Facts of Life an der Seite von Julie Piekarski. Durch die Rolle des jungen Wildfangs wurde sie über Nacht berühmt und übernahm auch weiterhin Rollen in verschiedenen Filmen und Fernsehsendungen. 1978 war sie in der Rolle der Amelia Bevins, eine ihrer heute bekanntesten Rollen, in der Fernsehserie Unsere kleine Farm an der Seite von Melissa Gilbert, Michael Landon, Melissa Sue Anderson und vielen weiteren Stars. Außerdem trat sie 1979 als Robert Duvalls Tochter in dem Film Der große Santini auf, der einer ihrer bekanntesten Filmauftritte war.
Ab 1997 ist sie außerdem mit Eric Becker verheiratet, weshalb auch unter den Namen Julie Haddock Becker oder Julie Anne Haddock Becker bekannt ist. Sie hat ein Kind.

## Filmografie
- 1974: Dirty Sally (Fernsehserie, 1 Folge)
- 1975: The World Through the Eyes of Children
- 1977: Mulligan's Stew (Fernsehserie, 7 Folgen)
- 1978: Wonder Woman (Fernsehserie, 1 Folge)
- 1978: Unsere kleine Farm (Little House on the Prairie, Fernsehserie, 1 Folge)
- 1979: Hello, Larry (Fernsehserie, 1 Folge)
- 1979: Like Normal People (Fernsehfilm)
- 1979: Salvage 1 (Fernsehserie, 1 Folge)
- 1979: Der große Santini (The Great Santini)
- 1979: Scavenger Hunt
- 1980: Noch Fragen Arnold? (Diff'rent Strokes, Fernsehserie, 1 Folge)
- 1981: Gimme a Break! (Fernsehserie, 1 Folge)
- 1983: Boone (Fernsehserie, 2 Folgen)
- 1979–1986: The Facts of Life (Fernsehserie, 17 Folgen)